# A.V.C. (voetbalclub)
A.V.C. (Apeldoornsche Voetbal Club) is een voormalig amateurvoetbalvereniging uit de Nederlandse stad Apeldoorn. De vereniging werd opgericht op 12 juni 1908 onder de naam Volharding. In 1910 werd de naam veranderd naar A.V.C.. Aan het eind van het seizoen 1910/11 werd de club opgeheven.
AGOVV · UVV Albatross · Alexandria · CSV Apeldoorn · ASV Apeldoornse Boys · VV Beekbergen · AVV Columbia · ASV Groen Wit '62 · SC Klarenbeek · VV Loenermark (Loenen) · SV Orderbos · SV Prins Bernhard (Uddel) · Robur et Velocitas · VV TKA · Victoria Boys · SV V en L De Vecht · WSV · WWNA · ZVV '56

Voormalige clubs: A.V.C. · SV Beatrix (Hoenderloo)